# Waldemar Christofer Brøgger (géologue)
Pour les articles homonymes, voir Waldemar Christofer Brøgger et Brøgger.
Waldemar Christofer Brøgger, né le 10 novembre 1851 à Oslo et mort le 17 février 1940 dans la même ville, est un géologue norvégien. En 1876, il devient conservateur du musée de géologie de sa ville natale et assistant du levé géologique de Norvège.

## Biographie
Brøgger est professeur de minéralogie et de géologie de 1881 à 1890 à l'université de Stockholm. Il devient aussi président et recteur de l'université royale d'Oslo. Un diplôme honoraire de PhD lui est conféré par l'université de Heidelberg et celui de LL.D. par l'université de Glasgow. La Geological Society of London lui décerne le Prix Murchison en 1891 puis la Médaille Wollaston en 1911. Il devient membre étranger de la Royal Society en 1902.
Ses observations des roches magmatiques du sud du Tyrol comparé avec celles des environs d'Oslo apporte maintes informations sur les relations entre le granite et d'autres types de roches . Il étudie la différenciation des roches pendant le processus de solidification des roches plutoniques ou des roches volcaniques provenant d'un type de magma particulier. Il analyse aussi les roches norvégiennes du Paléozoïque et les variations glaciaires tardives des environs d'Oslo.

## Distinctions
- Grand-croix de l'ordre de Saint-Olaf